# Flugplatz Waalhaven

i7
i11
i13
Der Flugplatz Waalhaven (niederländisch: Vliegveld Waalhaven, Flugfeld Waalhaven), auch „Rotterdam (Waalhaven)“ war ein Flugplatz in dem Rotterdamer Stadtteil Charlois.
Er ist benannt nach dem Waalhaven, einem Hafen am linken Ufer der Nieuwe Maas in Rotterdam. Der Aushub, der bei der Ausbaggerung des Hafens angefallen war, wurde als Grundlage des Flugplatzes genutzt.

## Geschichte
Er wurde am 26. Juli 1920 als ziviler Flugplatz in Betrieb genommen. Er diente Passagierflügen, auch Linienflügen nach Paris und London; hierfür galt er als wichtiger Knotenpunkt. Er war auch Zollflughafen. Im Juni 1924 wurden hier die ersten Frachtflüge der Niederlande aufgenommen. Der Flughafen verfügte über eine 900 Meter lange Start- und Landebahn, über Reparaturwerkstätten, Hotels und Restaurants.
Neben Flugzeugen verkehrten hier auch Luftschiffe, etwa die Graf Zeppelin (LZ 127).

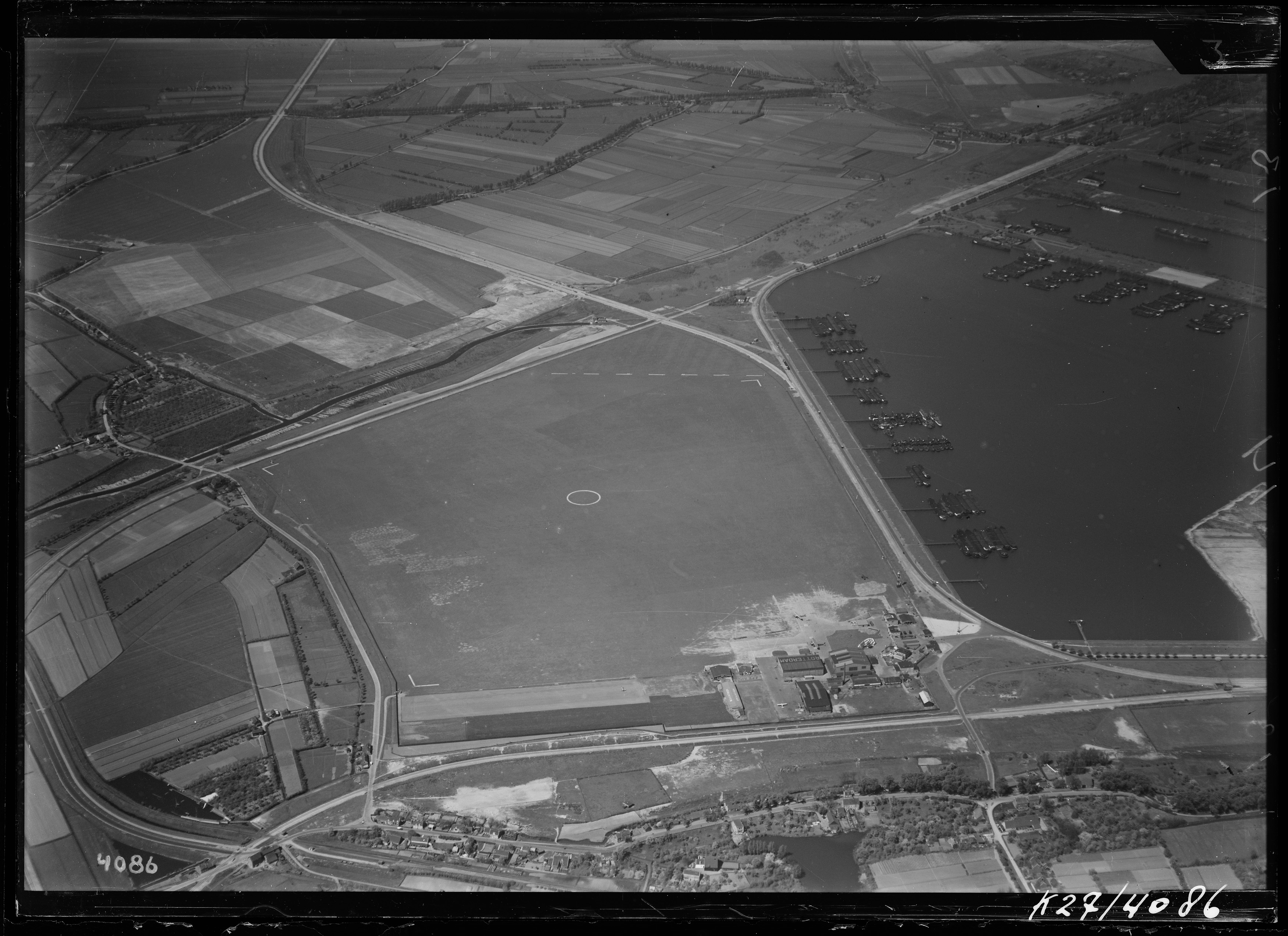
Luftbild

Markiert war er mit einem Landekreis sowie mit Leuchtzeichen um die Landebahn, im Nordosten mit einem Ansteuerungsfeuer. Es bestanden Hindernis- und Umrandungsfeuer. Es gab drei Hallen, zwei davon aus Ziegeln (30 bzw. 24 Meter breit) und eine aus Wellblech (40 Meter breit).
Die niederländische Luftfahrtindustrie hatte hier ihre Wurzeln, unter anderem die Flugzeugfabrik Koolhoven („Vliegtuigenfabriek Koolhoven“). Der Rotterdamsche Aero Club war hier ansässig und gründete am 10. September 1927 die Nationale Luchtvaartschool.
Ab dem 10. November 1939 war hier die 3. Jagdfliegerabteilung (3e jachtvliegafdeeling (JaVA)) der niederländischen Luftwaffe stationiert; sie flog Fokker G.I-Jagdflugzeuge.
Am frühen Morgen des 10. Mai 1940 – erster Tag des Westfeldzuges – bombardierte die deutsche Luftwaffe den Flugplatz und die zugehörigen Gebäude massiv. Kurz darauf landeten dort Fallschirmjäger. Es folgten Bombardierungen von niederländischer und britischer Seite.
Der Flugplatz wurde nicht wieder aufgebaut; das Gelände dient heute als Industrie- bzw. Hafengebiet.